# فارس عجام
فارس عجام ممثل عراقي. يعتبر من الرواد في الدراما العراقية التلفزيونية والسينمائية والمسرحية.

## المشوار المهني
بدايته عام 1964 ويعتبر أحد مؤسسي الفرقة القومية للتمثيل عام 1969 وقد شارك في العديد من الأعمال التلفزيونية والمسرحية وشارك في فيلم (نجم البقال) ومسلسل (قصة حي بغدادي)، وعمل في مسرحية «طير السعد» للمخرج الراحل قاسم محمد ومسرحية «الصبي الخشبي». وللأطفال قدم عدة أعمال مثل مسرحية«ورود وسر العنقود» أما للتلفزيون فقدم عدة أعمال مثل «الأماني الضالة»، «المسافر» مع الفنان كاظم الساهر و«الهروب المستحيل»  والكثير من الأعمال الأخرى.

## أعماله
- مسلسل سفينة سومر 2014
- مسلسل طريق نعيمة 2012
- مسلسل قصة حي بغدادي 2012
- مسلسل ابن نعناعة 2011
- مسلسل الهروب المستحيل 2011
- مسلسل رجال وقضية 2011
- مسلسل امطار النار 2007
- مسلسل حب في القرية 2007
- مسلسل رياح الماضي 2006
- مسلسل هذا هو الحب 2005
- مسلسل حب وحرب (ج2) 2004
- مسلسل الأصمعي 2003
- مسلسل حب وحرب (ج1) 2003
- مسلسل ظرفاء ولكن 2002
- مسلسل صمود الأبطال 2002
- مسلسل القضية 238 2001
- مسلسل شخصيات لم ينصفها التاريخ 2001
- مسلسل قناديل 2001
- مسلسل برج العقرب ج 2 1998
- مسلسل برج العقرب ج1 1998
- حكايات قبل أن تنزل الآيات 1998
- مسلسل الحب يأتي من النافذة 1997
- مسلسل حلبة القانون 1997
- فيلم الحب والسيف 1996
- مسرحية العالم في ليلة 1996
- مسلسل أمنيات النساء 1995
- تمثيلية إعادة نظر 1994
- الصفعة (سهرة تلفزيونية) 1994
- مسلسل المسافر 1993
- مسلسل أصايل 1992
- مسلسل أعالي الفردوس 1992
- مسلسل القلب في مكان آخر 1992
- مسرحية ثورة الموتى 1990
- مسلسل الأماني الضالة 1989
- فيلم حب ودراجة 1989
- فيلم مكان في الغد 1989
- مسرحية الشريعة 1988
- مسلسل جذور وأغصان 1988
- مسرحية الاميرة والنرجس 1987
- مسرحية الناس أجناس 1987
- مسلسل عنفوان الأشياء 1987
- فيلم الحب كان السبب 1986
- مسرحية العودة 1986
- مسلسل الكذبة الأولى 1986
- مسلسل أيام الأجازة 1985
- مسرحية ملحمة الحب 1983
- مسرحية حلم ليلة صيف 1982
- مسرحية شجرة العائلة 1982
- مسرحية الوهم 1981
- فيلم الأيام الطويلة 1980
- مسرحية انشودة عمل 1979
- مسرحية النجمة البرتقالية 1978
- مسرحية كان ياما كان 1978
- مسرحية أبو الطيب المتنبي 1977
- مسرحية باب الفتوح 1977
- مسرحية مقامات ابي الورد 1977
- مسرحية دائرة الفحم البغدادية 1976
- مسرحية قرندل 1971
- مسرحية طائر الحب 1971

## وصلات خارجية
- فارس عجام على موقع السينما
- فارس عجام على موقع IMDB
- فارس عجام يتحدث عن بداياته في عالم الفن (قناة ام بي سي عراق) على يوتيوب